# 2012年10月中國大陸

## 10月29日
- 云南省一报纸报道1958年该省因一场全国性的政治运动逾万人向缅甸逃亡。一逃亡者称，当时他十岁，父亲被一些来到家里的人带走后，从此不见。都市时报（页面存档备份，存于）

## 10月28日
- 两律师以温家宝家人代理人的身份，在《南华早报》发表声明否认《纽约时报》所报道的在温家宝担任总理期间其家人掌握财产27亿美元。华尔街日报纽约时报（页面存档备份，存于）

## 10月27日
- 宁波上千人抗议中国石化扩大在镇海区的生产规模，多人被抓，宁波地区新浪微博上传图片出现困难。路透社（页面存档备份，存于）

## 10月26日
- 重庆市民谢苏明网上回帖写了一句话，被网监警察敲门劳动教养失去一年自由。都市时报

## 10月25日
- 继彭博新闻社网站之后，中国今日早晨屏蔽了《纽约时报》网站。NYtimes.com（页面存档备份，存于）

## 10月18日
- 湖南省湘潭市当局通报该市村民石干明因反抗违规强拆而自焚，称不是施工单位点的火。岳塘区城建局副局长沈海棠明知强拆未获批而不制止，已被中共岳塘区纪委立案。新华社（页面存档备份，存于）

## 10月15日
- 教育部回应高考性别歧视，称基于国家利益。中国青年报

## 10月11日
- 大学生村官任建宇所购买的T恤上写有“FREEDOM OR DEATH”（不自由，毋宁死）曾被重庆警方作为其劳动教养的物证收走。任建宇在担任重庆某村官期间，因复制、转发和点评“一百多条负面信息”，去年被重庆市当局判劳教两年，其父稍晚提起行政诉讼。大河报/腾讯（页面存档备份，存于）网易